# Hälasjön
Hälasjön är en sjö i Borås kommun i Västergötland och ingår i Viskans huvudavrinningsområde. Sjön är 14 meter djup, har en yta på 0,18 kvadratkilometer och är belägen 165,3 meter över havet. Vid provfiske har abborre, gädda och mört fångats i sjön.

## Delavrinningsområde
Hälasjön ingår i det delavrinningsområde (639977-132458) som SMHI kallar för Utloppet av Bosjön. Medelhöjden är 170 meter över havet och ytan är 9,63 kvadratkilometer. Räknas de 2 avrinningsområdena uppströms in blir den ackumulerade arean 27,98 kvadratkilometer. Lillån som avvattnar avrinningsområdet har biflödesordning 2, vilket innebär att vattnet flödar genom totalt 2 vattendrag innan det når havet efter 82 kilometer. Avrinningsområdet består mestadels av skog (70 procent). Avrinningsområdet har 2,03 kvadratkilometer vattenytor vilket ger det en sjöprocent på 19 procent. Bebyggelsen i området täcker en yta av 0,46 kvadratkilometer eller 4 procent av avrinningsområdet.